# Magatzem de llavors de Svalbard
El magatzem de llavors de Svalbard o la volta de llavors de Svalbard (en anglès: Svalbard Global Seed Vault i en noruec: Svalbard globale frøhvelv) és un banc de llavors segur i amb mostres provinents de tot el món (per això s'anomena mundial o global). Se situa a la muntanya Platåberget a l'illa noruega de Spitsbergen dins l'arxipèlag de les Svalbard, prop de la ciutat de Longyearbyen, a l'Àrtida. Les instal·lacions van ser construïdes per a preservar una àmplia varietat de llavors de plantes de tot el món en una caverna subterrània. Aquest banc de llavors té còpies duplicades dels bancs genètics de tot el món. La volta amb llavors donarà una seguretat contra la pèrdua de llavors en els bancs genètics i també un refugi per a les llavors en cas de crisis regionals o mundials. El banc de llavors es regeix per un acord tripartit entre el govern noruec, el conglomerat mundial de diversitat de conreus (sigles en anglès GCDT) i el Centre nòrdic de recursos genètics.
La construcció de la volta va costar uns 9 milions de dòlars. amb fons totalment del govern de Noruega. Els principals fons per al manteniment del projecte provenen de la fundació Bill & Melinda Gates, el Regne Unit, Noruega, Austràlia, Suïssa i Suècia. Els fons també s'han rebut d'un gran nombre de països i també dels països en desenvolupament: Brasil, Colòmbia, Etiòpia, i l'Índia.

## Història
El Banc de Gens Nòrdic havia emmagatzemat germoplasma de plantes nòrdiques com a llavors congelades en una mina abandonada de carbó a Svalbard des de 1984. Posteriorment s'hi van afegir llavors sud-americanes que en el futur s'espera que s'incorporin a la volta global.

## Construcció
La primera pedra s'hi va posar el 19 de juny de 2006. La volta es va construir en una muntanya de pedra sorrenca. Spitbergen es considera una situació ideal, ja que no té activitat tectònica i volcànica actua com un sistema de seguretat si fallés el subministrament elèctric que conserva les llavors a -18 °C en un ambient sec, en capses metàl·liques. Es creu que en aquestes condicions les llavors poden mantenir la seva viabilitat des de centenars a fins i tot milers d'anys. En la volta hi ha capacitat per emmagatzemar 4,5 milions de mostres. Les primeres llavors arribaren el gener de 2008.

## Vídeo
- Diverseeds Video: Svalbard and Seedvault Arxivat 2009-09-26 a Wayback Machine.